# Österreichische Kaiserhymnen

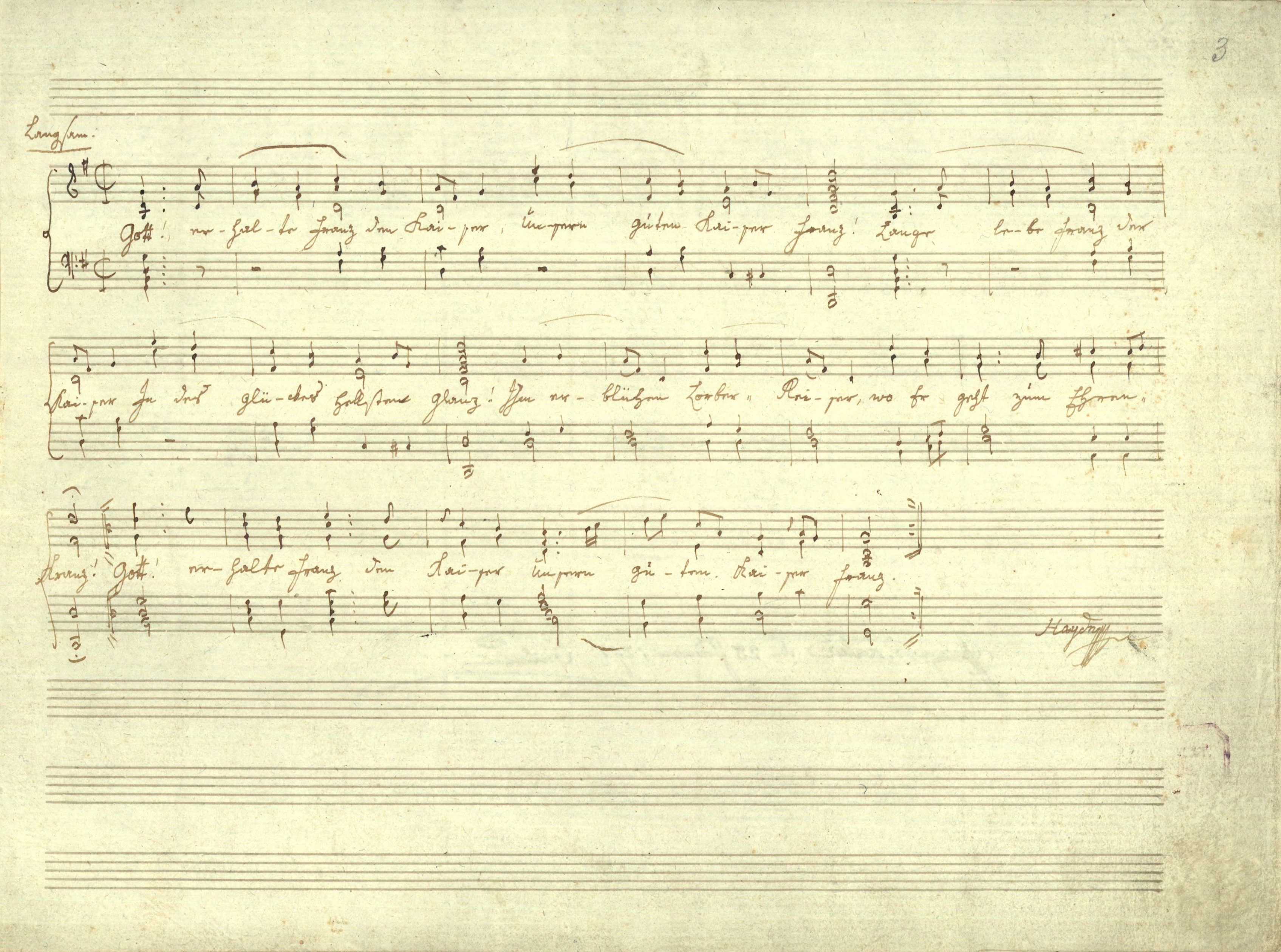
Autograph (Reinschrift) der Kaiserhymne von Joseph Haydn Gott erhalte Franz den Kaiser

Die Österreichischen Kaiserhymnen, auch Volkshymnen genannt, waren ab 1797 Hymnen des Hauses Österreich und von 1826 bis 1918 die offiziellen Kaiserhymnen des Kaisertums Österreich, das seit 1867 die Länder der ungarischen Krone nicht mehr umfasste (Österreich-Ungarn). Die Hymnen lauteten stets auf die vom österreichischen Komponisten Joseph Haydn im Auftrag von Kaiser Franz II. komponierte Melodie.
In der Habsburgermonarchie gab es keine National- oder Landeshymnen einzelner Kronländer. Vielmehr wurde der Text der Kaiserhymne dem jeweils amtierenden Kaiser gewidmet, so dass sich der Text bei jedem Thronwechsel änderte.
Auf die Melodie der früheren österreichischen Kaiserhymne wird auch das 1841 von August Heinrich Hoffmann von Fallersleben gedichtete Lied der Deutschen gesungen, dessen dritte Strophe heute die deutsche Nationalhymne ist.

## Die Volkshymne 1797–1918

Doppeladler vor 1867

Der Austausch der Hymnentexte mit dem Wechseln der Herrscher kann darauf zurückgeführt werden, dass der Kaiser – jedenfalls in vorkonstitutioneller Zeit – nicht lediglich als Staatsoberhaupt angesehen wurde, sondern – wie Könige und Kaiser anderer europäischer Herrscherhäuser auch – als von Gott eingesetzte Verkörperung des Staats selbst. Vor den anderen Sterblichen war er nach den Grundsätzen des Gottesgnadentums mit dieser Beleihung durch Gott ausgezeichnet. Darum beanspruchte nicht der Staat selbst Patriotismus oder Verehrung, sondern der Kaiser. Er repräsentierte nicht lediglich den Staat, da er und nicht das Volk der Souverän war. Es war demnach auch der Kaiser, der die Loyalität seiner Untertanen beanspruchen durfte. Diese Loyalität dem Souverän gegenüber fand später im österreichischen Kaisertum (ab 1804) ihren Ausdruck in den verschiedenen Volkshymnen.
Der Umstand, dass die Hymnen mit dem Wechsel des Herrschers variieren, ist allerdings auch bei anderen Herrscherhymnen zu beobachten. So hatte das Deutsche Kaiserreich in seiner Hymne „Heil dir im Siegerkranz“ auch eine Strophe folgenden Wortlauts aufzuweisen: „Sei, Kaiser Wilhelm, hier lang deines Volkes Zier …“ Außerdem wird die britische Nationalhymne, abhängig vom Throninhaber, als „God Save the Queen“ oder „God Save the King“ intoniert.
Später hingegen – wenngleich die Kaiser aus dem Hause Habsburg sich als Kaiser des Heiligen Römischen Reiches und danach des österreichischen Kaisertums bis zuletzt Gottesgnadentum beimaßen – mag die Supranationalität des Kaiserhauses als eines der wenigen einigenden Bänder der Donaumonarchie mit ihren höchst verschiedenartigen Landesteilen im Vordergrund gestanden sein. Dafür spricht auch die jeweils von Kaiser Ferdinand I. und Kaiser Franz Joseph I. dekretierte Nachdichtung der Volkshymne in den einzelnen Sprachen des Vielvölkerstaats. Zwar hatten die einzelnen Landesteile auch ihre Nationallieder, die nach 1918 dann nicht selten zu Nationalhymnen der unabhängig gewordenen Nachfolgestaaten oder zu Hymnen ihrer Landesteile avancierten. Es wurde jedoch – als Ausdruck des über den Nationen stehenden Hauses Habsburg – zu feierlichen Anlässen stets zuerst die Volkshymne intoniert.

### Volkshymne unter Franz II./I.

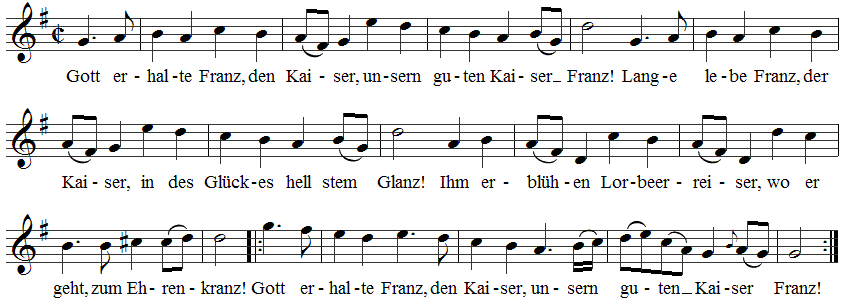
Kaiserhymne von Haydn, 1. Strophe.

Diese erste österreichische Volkshymne wird nach ihrer ersten Textzeile auch Gott erhalte Franz, den Kaiser genannt. Der Zeitpunkt ihrer Entstehung 1797 im Heiligen Römischen Reich Deutscher Nation ist kein Zufall. Er fällt in eine Zeit, als gegen das revolutionäre Frankreich die Koalitionskriege geführt wurden. In diesen Kriegen sah sich das römisch-deutsche Kaisertum durch Frankreich nicht alleine in der herkömmlichen Weise bedroht: Das monarchische Prinzip selbst wurde durch das republikanische Frankreich herausgefordert. Daher sah sich das Habsburger Herrscherhaus veranlasst, die Bande zum Volk durch Symbole wie eine zu festlichen Anlässen zu singende Volkshymne zu kräftigen. In diesem Sinne kann die Volkshymne als Gegenentwurf zur Marseillaise verstanden werden.
Diese Entstehungsgeschichte und Motivation ist für die damalige Zeit nicht untypisch, denn Ähnliches lässt sich auch beispielsweise von dem 1793 erstmals publizierten preußischen Repräsentationslied Heil Dir im Siegerkranz berichten.
Der Text stammt von Lorenz Leopold Haschka (1749–1827), der unverkennbar gewisse Anleihen bei der britischen Hymne nahm. Am 12. Februar 1797 wurde die Haschka-Hymne aus Anlass des Geburtstags des Kaisers in allen Wiener Theatern gesungen, im Burgtheater in Gegenwart des Kaisers Franz II. selbst. Franz, damals noch deutscher König und Kaiser des Heiligen Römischen Reiches, der sich zufrieden mit der Komposition zeigte, vergalt es Haydn durch das Geschenk einer Dose mit seinem, des Kaisers, Bild.
| 1. Gott erhalte Franz, den Kaiser, Unsern guten Kaiser Franz! Lange lebe Franz, der Kaiser, In des Glückes hellstem Glanz! Ihm erblühen Lorbeerreiser, Wo er geht, zum Ehrenkranz! Gott erhalte Franz, den Kaiser, Unsern guten Kaiser Franz! 2. Laß von seiner Fahnen Spitzen Strahlen Sieg und Furchtbarkeit! Laß in seinem Rathe sitzen Weisheit, Klugheit, Redlichkeit! Und mit Seiner Hoheit Blitzen Schalten nur Gerechtigkeit! Gott erhalte Franz, den Kaiser, Unsern guten Kaiser Franz! | 3. Ströme deiner Gaben Fülle Über ihn, sein Haus und Reich! Brich der Bosheit Macht, enthülle Jeden Schelm- und Bubenstreich! Dein Gesetz sei stets sein Wille, Dieser uns Gesetzen gleich. Gott erhalte Franz, den Kaiser, Unsern guten Kaiser Franz! 4. Froh erleb’ er seiner Lande, Seiner Völker höchsten Flor! Seh sie, Eins durch Bruderbande, Ragen allen andern vor! Und vernehm noch an dem Rande Später Gruft der Enkel Chor: Gott erhalte Franz, den Kaiser, Unsern guten Kaiser Franz! |

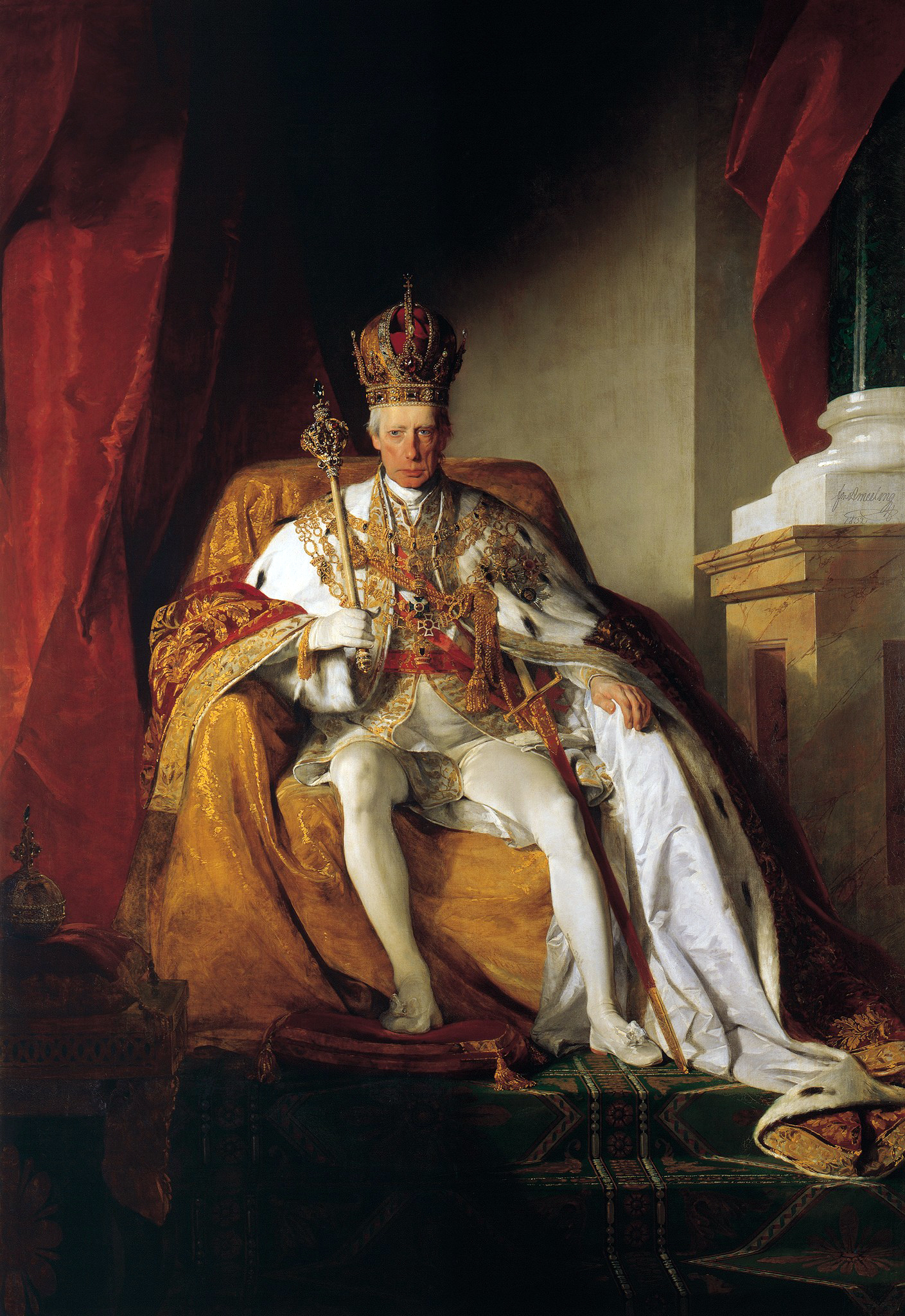
Kaiser Franz II./I.

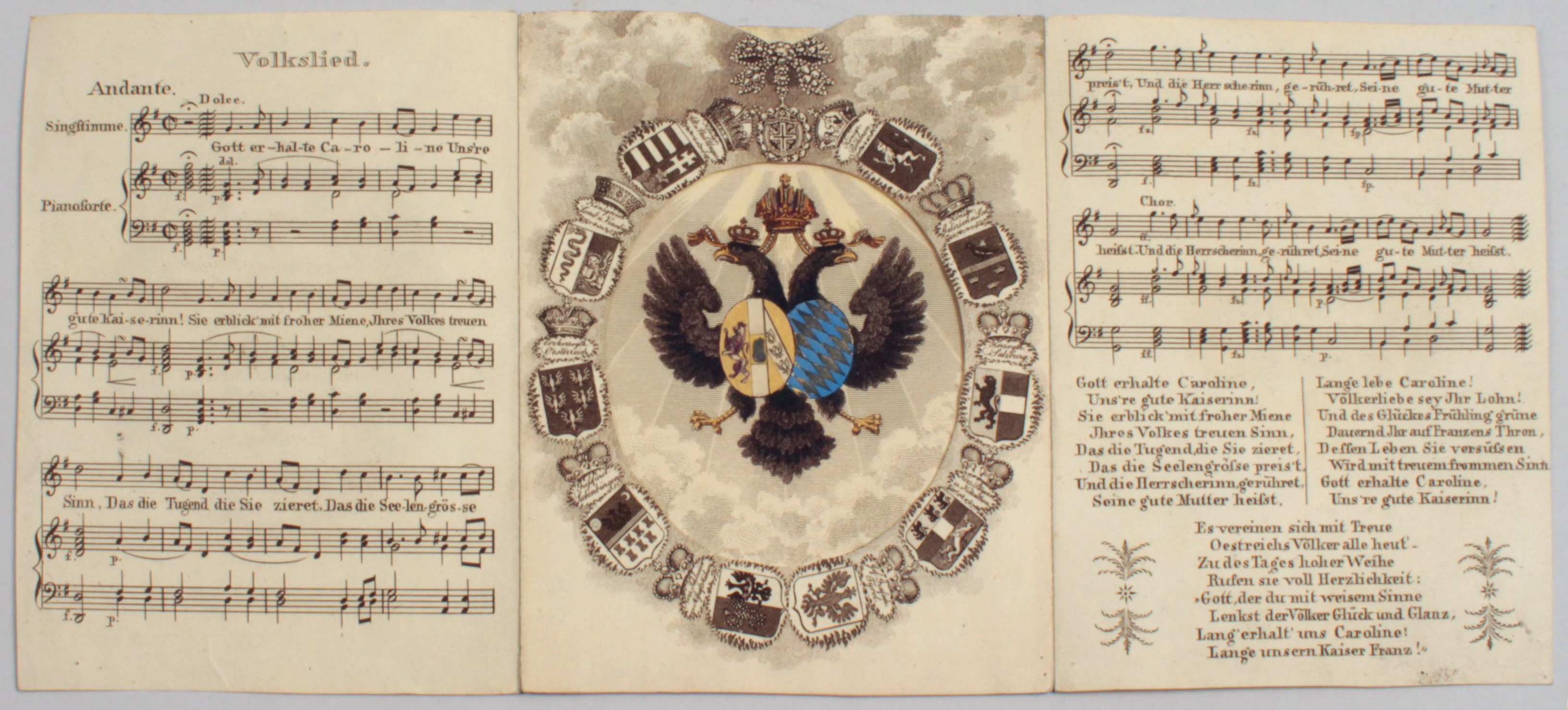
„Gott erhalte Caroline“, eine Version der Volkshymne aus Anlass der Hochzeit Franz’ I. mit Karoline Auguste von Bayern (1816)

Von dieser Volkshymne bestehen verschiedene Versionen. Am 1. Oktober 1826 aufgrund „Allerhöchster Entschließung“ ins Hofprotokoll aufgenommen und somit offizielle Volkshymne wurde zuletzt nicht die Haschka-Hymne, sondern eine Version eines unbekannten Dichters. Sie war bis März 1835 in Gebrauch. Ihre vierte Strophe bezieht sich auf den Sieg über Napoleon.
| 1. Gott erhalte Franz den Kaiser, unsern guten Kaiser Franz! Hoch als Herrscher, hoch als Weiser steht er in des Ruhmes Glanz. Liebe windet Lorbeerreiser ihm zu ewig grünem Kranz. Gott erhalte Franz den Kaiser, unsern guten Kaiser Franz! 2. Über blühende Gefilde reicht sein Zepter weit und breit. Säulen seines Throns sind Milde, Biedersinn und Redlichkeit. Und von seinem Wappenschilde Strahlet die Gerechtigkeit. Gott erhalte Franz den Kaiser, unsern guten Kaiser Franz! | 3. Sich mit Tugenden zu schmücken, achtet er der Sorgen wert. Nicht, um Völker zu erdrücken, flammt in seiner Hand das Schwert; sie zu segnen, zu beglücken, ist der Preis, den er begehrt. Gott erhalte Franz den Kaiser, unsern guten Kaiser Franz! 4. Er zerbrach der Knechtschaft Bande, hob zur Freiheit uns empor. Früh erleb’ er deutscher Lande, deutscher Völker höchsten Flor und vernehme noch am Rande später Gruft der Enkel Chor: Gott erhalte Franz den Kaiser, unsern guten Kaiser Franz! |

### Volkshymne unter Ferdinand I.

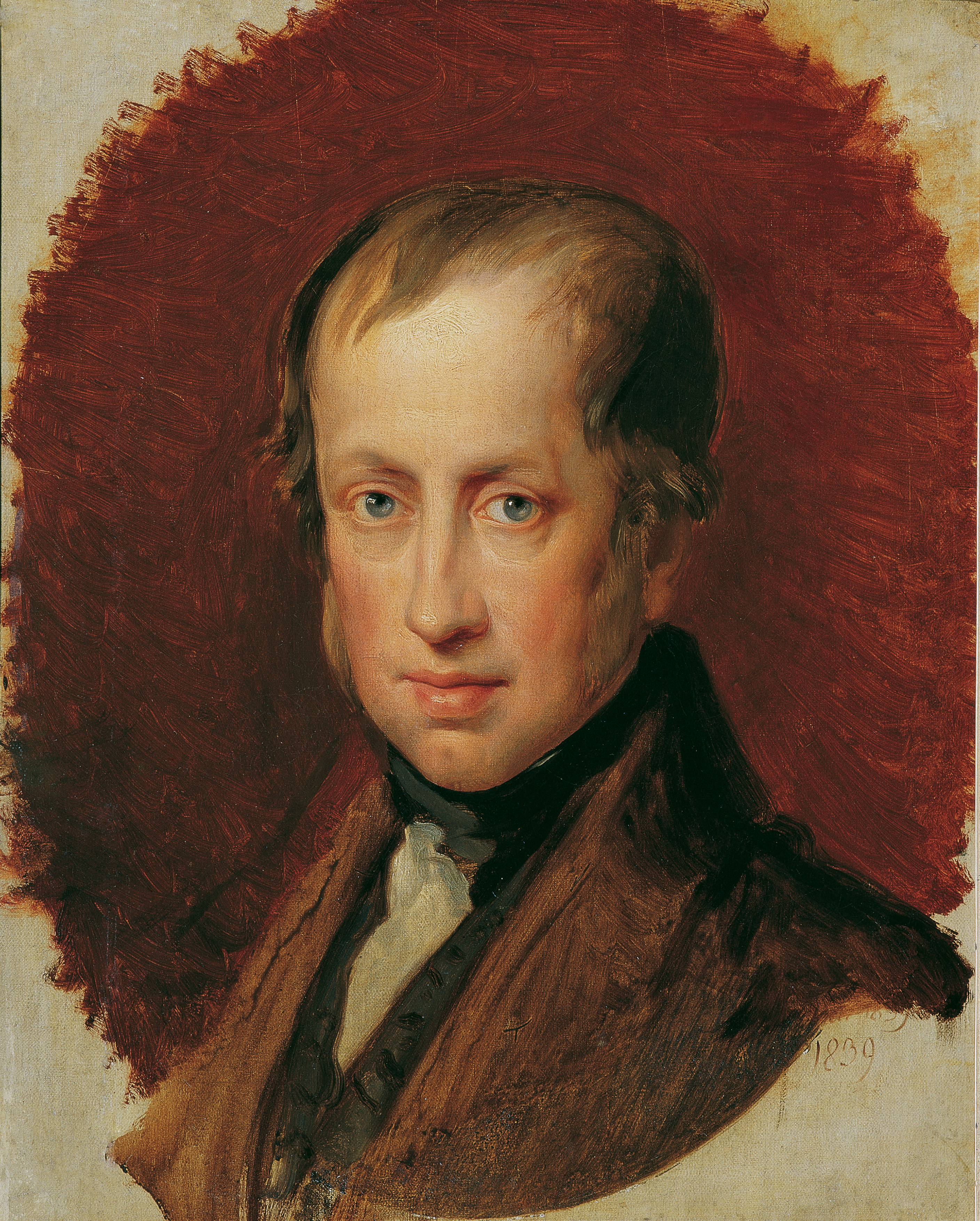
Ferdinand I.

Auch für Franz’ II./I. Nachfolger Ferdinand I. wurden mehrere Varianten einer Volkshymne entwickelt. Zur Thronbesteigung Kaiser Ferdinands lagen vierzehn Entwürfe vor. Zunächst wurde die Fassung „Gott erhalte unsern Kaiser, unsern Kaiser Ferdinand!“ des schlesischen Dichters Karl von Holtei (1798–1880) ausgewählt. Sie war von April 1835 bis Jänner 1836 in Gebrauch.
| 1. Gott erhalte unsern Kaiser, Unsern Kaiser Ferdinand! Reich, o Herr, dem guten Kaiser Deine starke Vaterhand! Wie ein zweiter Vater schalte Er an Deiner Statt im Land! Ja, den Kaiser, Gott, erhalte, Unsern Kaiser Ferdinand! 2. Laß in seinem Rate weilen Weisheit und Gerechtigkeit! Laß ihn seine Sorgen teilen Zwischen Zeit und Ewigkeit; Daß er hier sein Reich verwalte Nur als Deines Reiches Pfand! Ja, den Kaiser, Gott, erhalte, Unsern Kaiser Ferdinand! | 3. Gib ihm Frieden! Gib ihm Ehre! Wenn die Ehre ruft zum Krieg, Sei mit ihm und seinem Heere; Unsern Fahnen schenk den Sieg; Wo sie wallen, da entfalte Segen sich für jeden Stand! Ja, den Kaiser, Gott, erhalte, Unsern Kaiser Ferdinand! 4. Alles wechselt im Getriebe Vielbewegter Erdenwelt; Doch erprobter Treu und Liebe Ward die Dauer beigesellt. Uns’re Treue bleibt die alte, Unauflöslich ist ihr Band: Ja, den Kaiser, Gott, erhalte, Unsern Kaiser Ferdinand! |

Die Holtei-Hymne traf nicht den Geschmack der Wiener und konnte sich nicht dauerhaft durchsetzen, und zwar angeblich deswegen, weil von Holtei kein Einheimischer, sondern preußischer Untertan war. Das Volk von Wien soll das als schweren Nachteil für eine Hymne gewertet haben, mit der schließlich die Loyalität zum österreichischen Herrscher zelebriert werden sollte. Darum wurde sie bereits nach einigen Monaten durch die nachstehende Volkshymne von Freiherr v. Zedlitz (1790–1862) ersetzt. Die Zedlitz-Hymne, in der das Wort „Österreich“ erstmals vorkommt, war vom Februar 1836 bis zum März 1854 in Gebrauch. Sie wurde in alle Sprachen der Monarchie übersetzt, also in das Ungarische, Tschechische, Polnische, Kroatische, Serbische, Slowenische, Italienische, Ruthenische, Rumänische, Neugriechische, Aramäische und Hebräische.
| 1. Segen Östreichs hohem Sohne, Unserm Kaiser Ferdinand! Gott, von Deinem Wolkenthrone Blick erhörend auf dies Land! Laß Ihn, auf des Lebens Höhen Hingestellt von Deiner Hand, Glücklich und beglückend stehen, Schütze unsern Ferdinand! 2. Alle Deine Gaben spende Gnädig Ihm und Seinem Haus; Alle deine Engel sende, Herr, auf Seinen Wegen aus! Gib, daß Recht und Licht und Wahrheit, Wie sie Ihm im Herzen glüh’n, Lang’ in reiner, ew’ger Klarheit Noch zu unserm Heile blüh’n! | 3. Palmen laß Sein Haupt umkränzen, Scheuche Krieg und Zwietracht fort; Laß Ihn hoch und herrlich glänzen, Als des Friedens Schirm und Hort! Laß Ihn, wenn Gewitter grauen, Wie ein Sternbild hingestellt, Tröstend Licht hernieder thauen, In die sturmbewegte Welt! 4. Holde Ruh und Eintracht walte, Wo er sanft das Scepter schwingt; Seines Volkes Liebe halte Freudig Seinen Thron umringt; Unaufhörlich festgeschlungen Bleibe ewig dieses Band! Rufet „Heil“ mit tausend Zungen, „Heil dem milden Ferdinand!“ |

### Volkshymne unter Franz Joseph I. und Karl I.

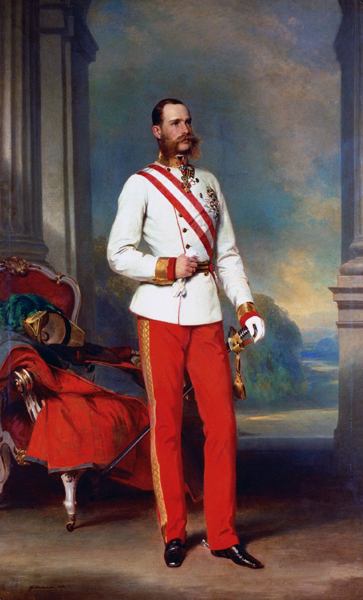
Franz Joseph I. in jungen Jahren

In den ersten Jahren der Regierungszeit Franz Josephs I. gelang es nicht, sich auf eine neue Volkshymne zu einigen. Eine von Franz Grillparzer aus Anlass der Thronbesteigung Franz Josephs im Dezember 1848 gedichtete Volkshymne „Gott erhalte unsern Kaiser und in ihm das Vaterland!“ konnte sich nicht durchsetzen und war nie in Gebrauch: Grillparzer hatte diese Fassung 1853 zwar auf Ersuchen der Hofkanzlei eingereicht, sich aber selbst in einem beigefügten Schreiben von seinem eigenen Entwurf distanziert.
| 1. Gott erhalte unsern Kaiser und in ihm das Vaterland! Der du Kronen hältst und Häuser, schirm ihn, Herr, mit starker Hand! Daß ein Guter und ein Weiser, er ein Strahl von deinem Blick: Gott erhalte unsern Kaiser, unsre Liebe, unser Glück! 2. Laß in seinem Rate sitzen Weisheit und Gerechtigkeit, Sieg von seinen Fahnen blitzen, führt das Recht ihn in den Streit; doch verschmähend Lorbeerreiser sei der Friede sein Geschick: Gott erhalte unsern Kaiser, unsre Liebe, unser Glück! | 3. Mach uns einig, Herr der Welten, tilg der Zwietracht Stachel aus, daß wir nur als Söhne gelten in desselben Vaters Haus. Und ein Vaterherz beweis er ungetheilt in kleinstem Stück: Gott erhalte unsern Kaiser, unsre Liebe, unser Glück! 4. Mag dann eine Welt uns dräuen, er mit uns und wir für ihn! Neu im alten, alt im neuen laß uns unsre Bahnen ziehn. Wenn sein letzter Pulsschlag leiser, Schau er segnend noch zurück! Gott erhalte unsern Kaiser, unsre Liebe, unser Glück! |

Etliche Entwürfe für eine neue Volkshymne wurden offiziell eingereicht oder inoffiziell unters Volk gebracht. Sie wurden aber sämtlich verworfen oder erlangten keine Popularität. Beispielhaft sei diese sich gegen großdeutsche Bestrebungen wendende Fassung aus dem Jahr 1849 angeführt:
| Gott erhalte unsern Kaiser, Lothringens und Habsburgs Sohn! Als Vermächtnis beider Häuser Saß stets Tugend auf dem Thron! Was an Glück dem Volk zu schenken Gab uns seine milde Hand – Mit vereinter Kraft zu lenken Unser weites Vaterland. | Gott erhalte unsern Kaiser, Daß er ernte seine Saat, Ihn umgebe stets ein weiser, Ein vom Volk geliebter Rath, Daß, was kräftig er vollbringe, Alle stützen auch zugleich – Mit vereinter Kraft verjünge Sich ein freies Österreich. | Deutsche, Ungarn und Dalmaten, Slav’, Lombarde und Kroat, Seien einig im Berathen Und auch einig in der That! Um dem Vaterland zu geben Neuen Glanz und neuen Ruhm – Mit vereinter Kraft erstreben Wir ein mächtig Kaiserthum. |

Schließlich drängte die Zeit, da eine Volkshymne unbedingt bis zur Vermählung Franz Josephs mit Elisabeth am 24. April 1854 gefunden werden sollte. Hierbei wünschte Franz Joseph, dass der Text beim Übergang der Herrschaft auf den nächsten Kaiser nicht wiederum zur Gänze obsolet werden sollte. Schließlich wurde die nachstehende Volkshymne von Johann Gabriel Seidl durch Handbillet Franz Josephs am 27. März 1854 zum authentischen Text erklärt.
| 1. Gott erhalte, Gott beschütze Unsern Kaiser, unser Land! Mächtig durch des Glaubens Stütze Führ’ er uns mit weiser Hand! Laßt uns seiner Väter Krone Schirmen wider jeden Feind: Innig bleibt mit Habsburgs Throne Österreichs Geschick vereint. 2. Fromm und bieder, wahr und offen Laßt für Recht und Pflicht uns stehn; Laßt, wenns gilt, mit frohem Hoffen Mutvoll in den Kampf uns gehn! Eingedenk der Lorbeerreiser Die das Heer so oft sich wand: Gut und Blut für unsern Kaiser, Gut und Blut fürs Vaterland! 3. Was der Bürger Fleiß geschaffen Schütze treu des Kriegers Kraft; Mit des Geistes heitren Waffen Siege Kunst und Wissenschaft! Segen sei dem Land beschieden Und sein Ruhm dem Segen gleich; Gottes Sonne strahl’ in Frieden Auf ein glücklich Österreich! | 4. Laßt uns fest zusammenhalten, In der Eintracht liegt die Macht; Mit vereinter Kräfte Walten Wird das Schwere leicht vollbracht, Laßt uns Eins durch Brüderbande Gleichem Ziel entgegengehn! Heil dem Kaiser, Heil dem Lande, Österreich wird ewig stehn! 5. An des Kaisers Seite waltet, Ihm verwandt durch Stamm und Sinn, Reich an Reiz, der nie veraltet, Uns’re holde Kaiserin. Was als Glück zu höchst gepriesen Ström’ auf sie der Himmel aus: Heil Franz Josef, Heil Elisen, Segen Habsburgs ganzem Haus! 6. Heil auch Öst’reichs Kaisersohne, Froher Zukunft Unterpfand, Seiner Eltern Freud’ und Wonne, Rudolf tönt’s im ganzen Land, Unsern Kronprinz Gott behüte, Segne und beglücke ihn, Von der ersten Jugendblüthe Bis in fernste Zeiten hin. |

Als besonders gelungen wurde die Bezugnahme auf die bekannte A.E.I.O.U.-Devise „Austria Erit In Orbe Ultima“ am Ende der vierten Strophe angesehen. Die Strophe, die sich auf den Thronfolger bezieht, ist ein späterer Zusatz, der in der Praxis – nicht aber offiziell – ebenso wie die Kaiserinnenstrophe mit dem Tod der darin angesprochenen Person wieder entfiel. Diese Fassung der Volkshymne wurde bis zum Untergang des Kaiserreichs 1918 gesungen.
Für Karl I. wurde demgemäß keine eigene Volkshymne offiziell festgesetzt. Zwar legte Franz Karl Ginzkey am 11. Mai 1918 einen Entwurf für eine persönliche Strophe des amtierenden Kaisers vor, die in einer Überarbeitung der bisherigen Kronprinzenstrophe bestand. Die Beibehaltung der bisherigen Volkshymne war dabei vorgesehen. Diese besondere Strophe wurde allerdings umgehend von den sich überstürzenden Ereignissen dieses Jahres überholt und kam nicht mehr zur Anwendung.

### Fassungen der Volkshymne in den Sprachen der Donaumonarchie
Da das Kaisertum Österreich, wie die Gesamtmonarchie bis 1867 hieß, ein Vielvölkerstaat war, wurde die Volkshymne auf Anordnung durch dasselbe Handbillet Franz Josephs von 1854, das die Seidl-Hymne als neue Volkshymne anerkannte, auch – wie schon zu Zeiten Ferdinands I. mit der Zedlitz-Hymne geschehen – in zahlreiche weitere Sprachen der Donaumonarchie übertragen. Diese Fassungen wurden offiziell ebenfalls mit „Volkshymne“ bezeichnet (italienisch Inno popolare, polnisch Hymn ludowy etc., auf Kroatisch hingegen Carevka, „Kaiserhymne“). In der Regel geschah dies in der Form einer mehr oder weniger freien Nachdichtung der Seidl’schen Volkshymne.

### Die Volkshymne und das Ende des Kaiserreichs
Selbstverständlich gab es nach dem Untergang der österreichischen Monarchie keine Volkshymnen mehr, die einem Kaiser gewidmet waren. Die Volkshymne hatte jedoch weiterhin eine bestimmende, Maßstäbe setzende Wirkung auf das patriotische Liedgut der nachfolgenden Republik Österreich, die erst nach 1946 und wohl sogar erst später zum Erliegen kam. Noch die Nationalhymne der Ersten Republik ab 1929 – Sei gesegnet ohne Ende – wurde zur Haydn-Melodie gesungen. Auch nach dem Zweiten Weltkrieg waren Bestrebungen festzustellen, die Haydn-Hymne wieder zur österreichischen Nationalhymne zu erheben.

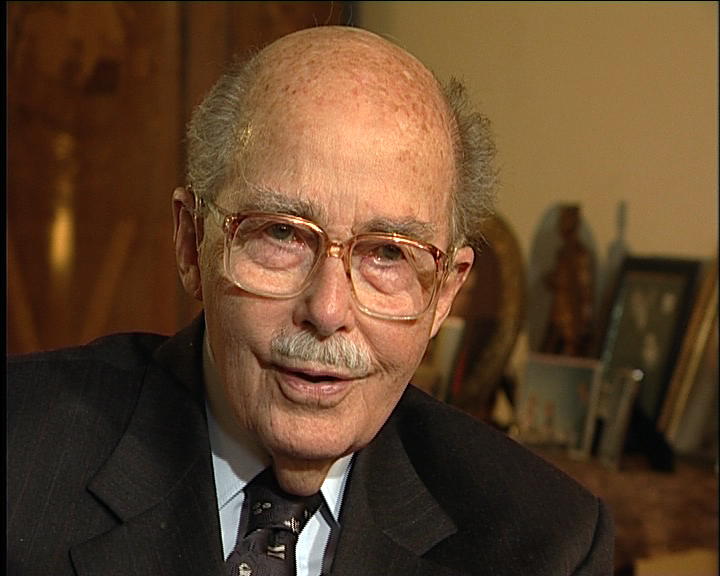
Otto von Habsburg

Eine Art Volkshymne wurde aber auch von Monarchisten auf Otto von Habsburg, von 1922 bis 1961 Thronprätendent, gedichtet:
In Verbannung, fern den Landen

Weilst Du, Hoffnung Österreichs.

Otto, treu in festen Banden

Steh’n zu Dir wir felsengleich.

Dir, mein Kaiser, sei beschieden

Alter Ruhm und neues Glück!

Bring den Völkern endlich Frieden,

Kehr zur Heimat bald zurück!
Die Volkshymne (in der francisco-josephinischen Fassung) wurde am 16. Juli 2011 zum Begräbnis Otto von Habsburgs im Wiener Stephansdom intoniert.
In der Pfarrkirche von Franz Josephs Sommerresidenz Bad Ischl wird jeden 18. August, seinem Geburtstag, zum Gedenken an den Kaiser die „Kaisermesse“ abgehalten, an deren Ende die Kaiserhymne gesungen wird. Ebenso gibt es in Wien, der seinerzeitigen Haupt- und Residenzstadt, seit nunmehr 25 Jahren am 18. August das „Kaiserfest“ mit Messe in der Kapuzinerkirche und Kranzniederlegung beim Denkmal Kaiser Franz Josephs im Burggarten, musikalisch umrahmt von der „k.u.k. Wiener Regimentskapelle IR 4“, wobei ebenfalls die Volkshymne gesungen wird.
2018 entstand – zu Haydns Melodie – eine Hymne auf den letzten österreichischen Kaiser Karl I. Sie wurde in der jährlichen Festmesse zum Gedenken an den Kaiser am 20. Oktober des Jahres im Stephansdom in Wien uraufgeführt. Der Dichter der Hymne ist der deutsche Germanist, Lyriker und Historiker Bernhard Adamy (* 1953), Oblate des Benediktinerstiftes Göttweig.
Öst’reichs Kaiser, Ungarns König,

der das Kreuz im Szepter trug,

Karl, du letzter Herrscher Habsburgs,

den so früh das Schicksal schlug:

Dir getreu, dir zum Gedächtnis,

der so gute Saat gesät,

sammeln wir uns zur Verehrung

deiner milden Majestät.

## Die Melodie von Joseph Haydn
Die Volkshymnen lauteten bei allem Wechsel des Hymnentexts stets auf eine Melodie von Joseph Haydn (1732–1809), das Kaiserlied (Hob XXVIa:43). Es handelt sich um dieselbe Melodie, zu der heute die deutsche Nationalhymne „Das Lied der Deutschen“ gesungen wird. Haydn komponierte die Hymne (in seinem Wohnhaus „Zu den sieben Schwaben“ am heutigen Neuen Markt im 1. Wiener Gemeindebezirk) auf Vorschlag von Franz Josef Graf Saurau in der Zeit zwischen Oktober 1796 und Jänner 1797 auf den Text der Haschka-Hymne.
Es scheint, dass Haydn sich hierbei von einem kroatischen Volkslied inspirieren ließ, das er aus seiner Kindheit oder von der Feldarbeit als Erwachsener gekannt haben dürfte und in burgenlandkroatischen Gebieten in verschiedenen Textfassungen unter dem Titel „Stal se jesem“ („Ich bin aufgestanden“) gesungen wurde.

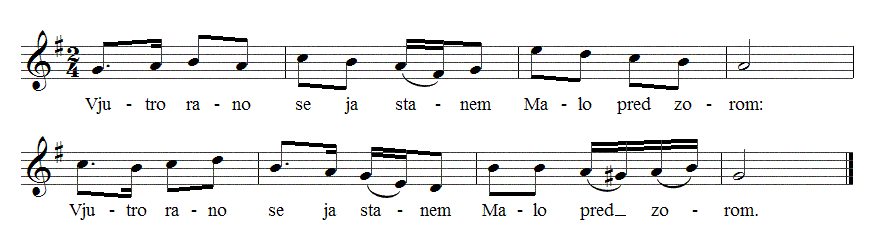
Diese Version des Liedes Stal se jesem wurde von einem Knecht in der burgenländischen Gemeinde Schandorf im Bezirk Oberwart aufgenommen. Der Text lautet übersetzt: Früh am Morgen stehe ich auf, kurz vor der Morgenröte.

Bei Haydn finden sich melodisch ähnliche Stellen in der Arie „Qualche volta non fa male“ aus der Oper Il mondo della luna von 1777, die er später zum Benedictus der Missa Cellensis (Hob XXII:8) von 1782 umarbeitete, sowie im langsamen Satz des Trompetenkonzertes (Hob VIIe:1) von 1796.
Wie Ernst Otto Lindner in seiner 1871 erschienenen Geschichte des deutschen Liedes im XVIII. Jahrhundert … bemerkte, hatte bereits 1728 Georg Philipp Telemann eine der Kaiserhymne ähnelnde Melodie in einer Musikzeitschrift veröffentlicht (anhörenⓘ), ein bewusster Zusammenhang zwischen beiden Kompositionen kam für Lindner allerdings nicht in Betracht. Melodisch der Kaiserhymne eng verwandt ist auch das Thema von Johann Sebastian Bachs zweistimmiger Invention D-Dur BWV 774 aus dem Jahr 1723.
Die Musik der letzten beiden Textzeilen ähnelt wiederum stark dem Dona nobis pacem aus Antonio Salieris Messe in D-Dur (1788, auch Hofkapellmeistermesse oder Kaisermesse genannt), die Haydn durchaus gekannt haben dürfte.
Haydns Patriotismus war von einer unkomplizierten und aufrichtigen Art. Während seines von Krankheit und Gebrechlichkeit gezeichneten Alters quälte sich Haydn oft an seinem Klavier, um freudigen Herzens die Volkshymne zu spielen, als Trost in langer und schwerer Krankheit. Er selbst fasste das wie folgt in Worte: Ich spiele das Lied an jedem Morgen, und oft habe ich Trost und Ergehung daraus genommen in den Tagen der Unruhe. Mir ist herzlich wohl, wenn ich es spiele, und noch eine Weile nachher.

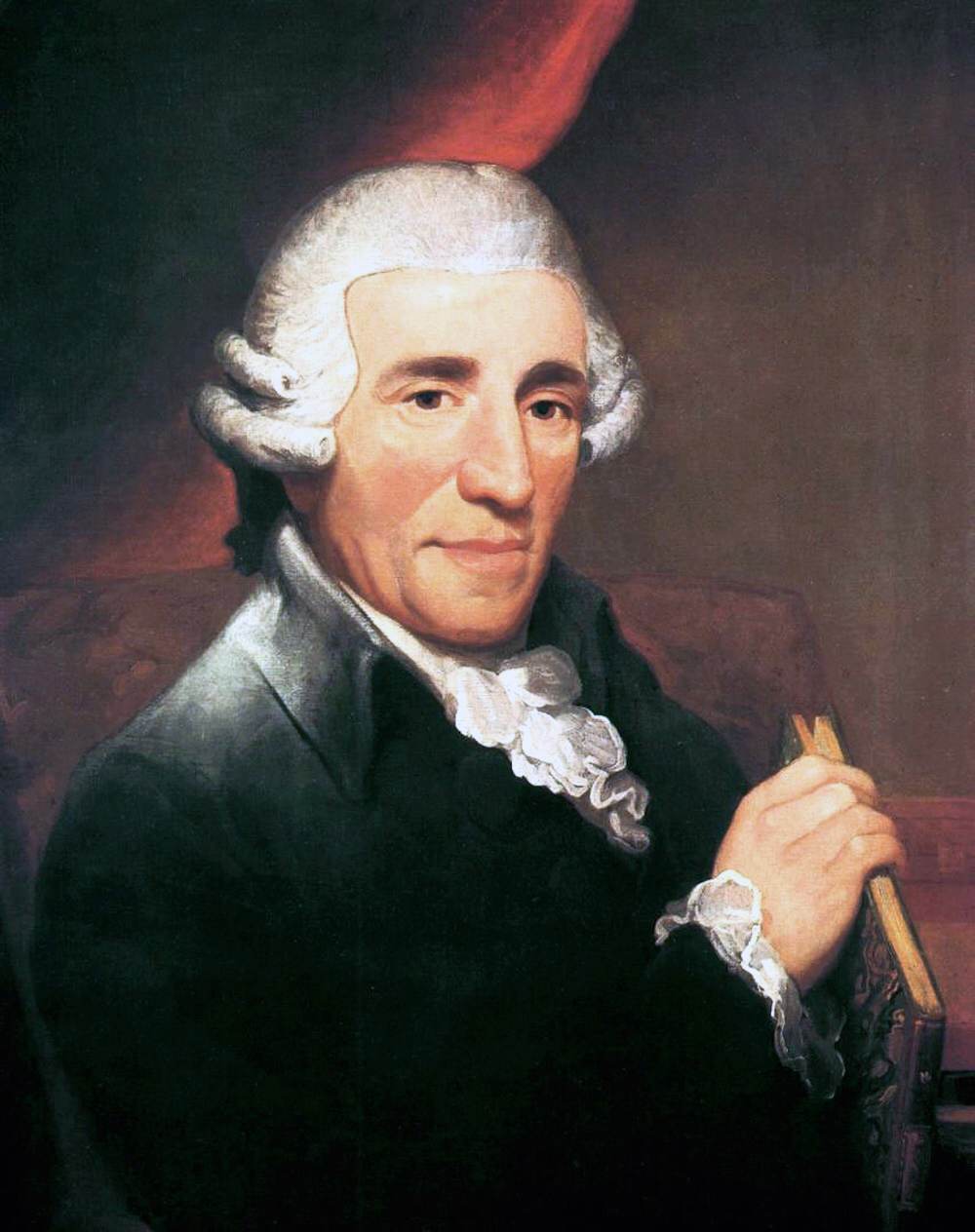
Joseph Haydn (1791)

Der Melodie der Haydn-Hymne wurden abgesehen von deutschen und österreichischen Volks- und Nationalhymnen auch andere, selbst fremdsprachige Texte unterlegt, etwa „Glorious Things Of Thee are Spoken“ von John Newton (1725–1807), dem Autor von Amazing Grace, oder „Praise the Lord! O Heav’ns adore Him“. Auch „Guide me O Thou Great Redeemer“ sowie der Hymnus Tantum ergo des Thomas von Aquin sollen anstelle gebräuchlicherer Melodien gelegentlich zur Haydn-Hymne gesungen werden; letztere Praxis fand Eingang in den Gotteslob-Eigenteil der Diözese Eisenstadt (Nr. 047). Noch im selben Jahr 1797 verwendete Haydn die Melodie im C-Dur-Streichquartett op. 76 Nr. 3 (Hob III:77) wieder. Der zweite Satz besteht aus vier cantus-firmus-Variationen über das Thema der Kaiserhymne. Dem Werk wurde deshalb später der Beiname Kaiserquartett gegeben. Im Wiener Stephansdom wird traditionell das Tantum ergo auf diese Melodie gesungen.
Auch andere Musiker haben sich noch lange nach dem Tod Haydns seiner Volkshymne durch Variationen und Bearbeitungen angenommen:
- Antonio Salieri verwendete 1799 die Melodie in der programmatischen Ouvertüre zu seiner patriotischen Kantate Der Tyroler Landsturm.
- Ludwig van Beethoven zitiert einen Teil der Hymne in seinem 1815 geschriebenen Schlussgesang zu Georg Friedrich Treitschkes patriotischem Festspiel Die Ehrenpforten WoO 97.
- Carl Czerny verfasste um 1824 eine Anzahl von Variationen für Klavier und Streichquartett (op. 73).
- Ähnlich Clara Schumann: Souvenir de Vienne, Impromptu pour Piano-Forte op. 9 (1838).
- Johann Strauss (Sohn) komponierte um 1853 den Kaiser-Franz-Joseph-I.-Rettungs-Jubel-Marsch op. 126, der sich auf den charakteristischen Refrain der Volkshymne als ein zentrales Motiv stützt.
- Bedřich Smetana verwendete in seiner Triumph-Sinfonie E-Dur, op. 6 (1853–1854), die er Kaiserin Elisabeth widmete, die Haydn-Hymne.
- Niccolò Paganini schrieb eine Reihe von Variationen für Violine und Orchester (Maestosa Sonata Sentimentale, 1828)
- Henryk Wieniawski verfasste im Jahr 1854 Variationen über die österreichische Nationalhymne („Les Arpèges, Variations sur l’Hymne autrichien“, Nr. 9 aus L’école moderne op. 10), die als eine der schwierigsten Stücke für unbegleitete Violinen überhaupt gelten.
- Pjotr Tschaikowski bearbeitete im Jahr 1876 Haydns Werk für Orchesteraufführungen.
- In Franz Schrekers Festwalzer und Walzerintermezzo für Orchester (1908) dient die Melodie mehreren zentralen Motiven als Grundlage.
- Max Reger verwendete in seinem Stück Eine vaterländischen Ouvertüre F-Dur op. 140 (1914) für Klavier zu vier Händen – neben anderen Vaterlandsliedern – auch die Melodie des Deutschlandliedes als Schlussthema. 1915 komponierte er die Fughette über das Deutschlandlied WoO III/24 für Klavier.
- Franz Schmidt griff die Volkshymne in seiner Fuga solemnis für Orgel und Bläserstimmen auf. Ursprünglich für die Eröffnung des Hauptgebäudes der RAVAG (Wien) in der Argentinierstraße (1937/1939) konzipiert, nahm Schmidt diese Fuge in seine ab Herbst 1938 entstandene Deutsche Auferstehung. Ein festliches Lied auf, die er bei seinem Tod jedoch unvollendet hinterließ. Schmidt betraute seinen Schüler Robert Wagner damit, die fehlende Orchestrierung zu ergänzen; die Uraufführung erfolgte am 24. April 1940.
- Karlheinz Stockhausen verarbeitete unter anderem die Melodie des Deutschlandliedes collageartig in seinem Werk Hymnen (1966–1967/1969).
- Sängerin Nico alias Christa Päffgen verfasste 1974 für ihr Solo-Album „The End“ eine Version der Haydn-Melodie für ihr Harmonium.
- Wolfgang Müller komponierte 2003 eine Orgelfassung des Liedes für sein Album „Mit Wittgenstein in Krisivík“ und sang dazu das isländische Lied „Sálmur yfir víni“. Der Text des letzteren Liedes wurde 1898 vom ersten dänischen Islandminister und Poeten Hannes Hafstein auf Haydns Melodie gedichtet und handelt von den Freuden des Weintrinkens.

## Die Volkshymne als politisches Symbol

### Volkshymne und Patriotismus

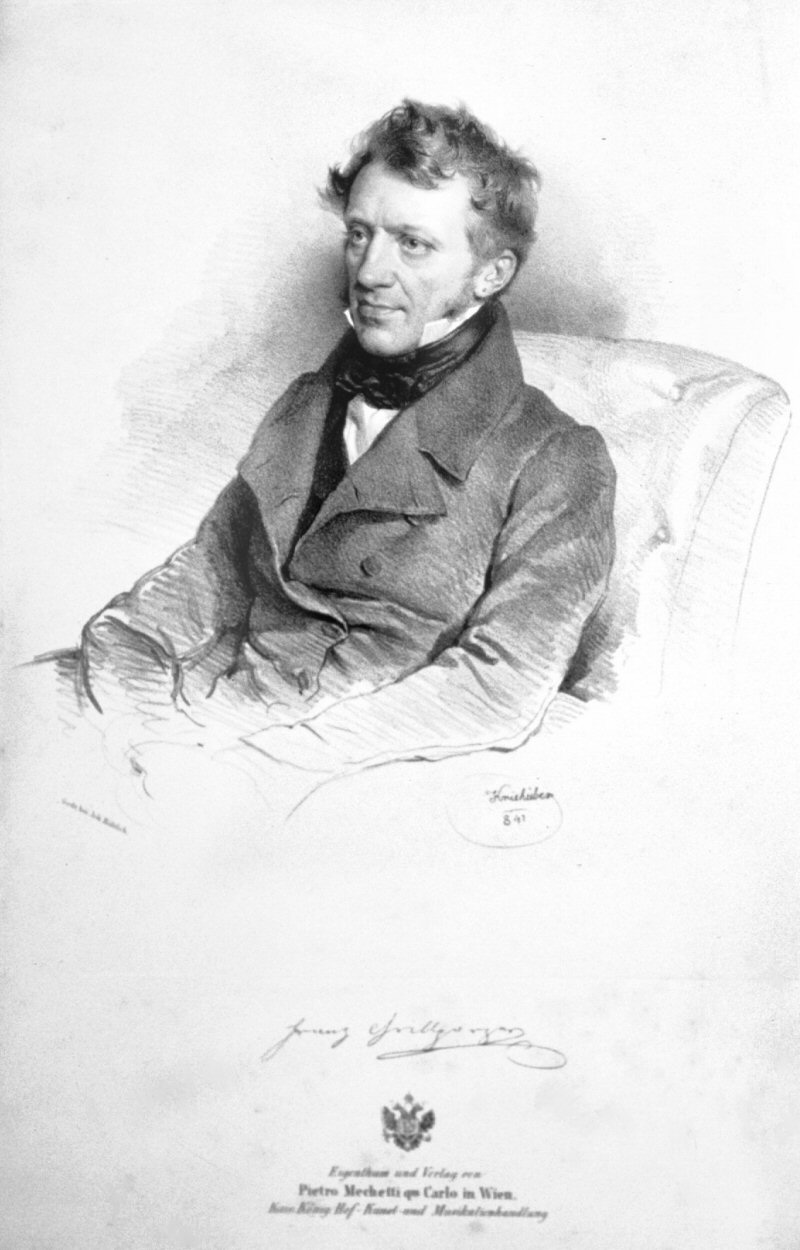
Franz Grillparzer

Die Volkshymne wurde zum wichtigsten und charakteristischsten Bestandteil des patriotischen österreichischen Liedguts, nicht zuletzt durch ihren Gebrauch durch 121 Jahre von 1797 bis 1918 und damit über mehrere Generationen hinweg. So hat Franz Grillparzer mit dem folgenden andachtsvollen Gedicht seine Gefühle der wohlbekannten und altgewohnten Volkshymne gegenüber zum Ausdruck gebracht:
| Als ich noch ein Knabe war Rein und ohne Falte Klang das Lied mir wunderbar, Jenes „Gott erhalte“. | Selbst in Mitte der Gefahr Von Getös’ umrungen, Hört’ ich’s weit entfernt, doch klar Wie von Engelszungen. | Und nun müd’ und wegeskrank Alt, doch auch der Alte, Sprech’ ich Hoffnung aus und Dank Durch das „Gott erhalte“. |

Im Ersten Weltkrieg formulierte Hugo von Hofmannsthal auf ein Gedicht seines Freundes Rudolf Alexander Schröder namens „Der deutsche Feldpostbrief“, das ein deutsches Treuebekenntnis zu Österreich zum Inhalt hat, das folgende Gedicht mit dem Titel „Österreichs Antwort“.
| »Völker bunt im Feldgezelt, Wird die Glut sie löten? Östreich, Erdreich vieler Art, Trotzest du den Nöten?« Antwort gibt im Felde dort Faust, die festgeballte, Antwort dir gibt nur ein Wort: Jenes Gott erhalte! | Unsern Kindern eint uns dies, Wie’s uns eint den Vätern, Einet heut die Kämpferschar Hier mit uns, den Betern. Berge sind ein schwacher Wall, Haben Kluft und Spalte: Brust an Brust und Volk bei Volk Schallt es: Gott erhalte! | Helden sind wie Kinder schlicht, Kinder werden Helden, Worte nicht und kein Gedicht Können’s je vermelden. Ungeheueres umfaßt Heut dies heilig Alte, Und so dringt’s zum Himmel auf: Unser Gott erhalte! |

Es blieb nicht aus, dass die Volkshymnen auch auf andere Personen umgedichtet wurden, die sich um Österreich verdient gemacht hatten. So sang man nach der Schlacht bei Aspern und Eßling gegen Napoleon I. 1809 die Volkshymne auch auf Erzherzog Karl: „Gott erhalte Karl den Helden!“
Im Herzogtum Anhalt hingegen wurde die Volkshymne unter unverkennbaren Anleihen beim kaiserlich-österreichischen Text bei gleicher Melodie als „Herzogshymne“ übernommen:
Gott erhalte uns aus Gnaden

Unsern Herzog und sein Haus,

Die auf Kriegs- und Friedenspfaden

Ziehen ihrem Volk voraus.

Gott erhalte uns zum Segen

Unsern Herzog und sein Haus.

### Die Volkshymne als Symbol der überkommenen Ordnung
Als einem Symbol der überkommenen Ordnung wendeten sich die sogenannten Demagogen zwischen 1815 und 1848 auch gegen die Volkshymne. Daher wurde sie zum Gegenstand nicht nur von Parodien, sondern auch von Gegenentwürfen.

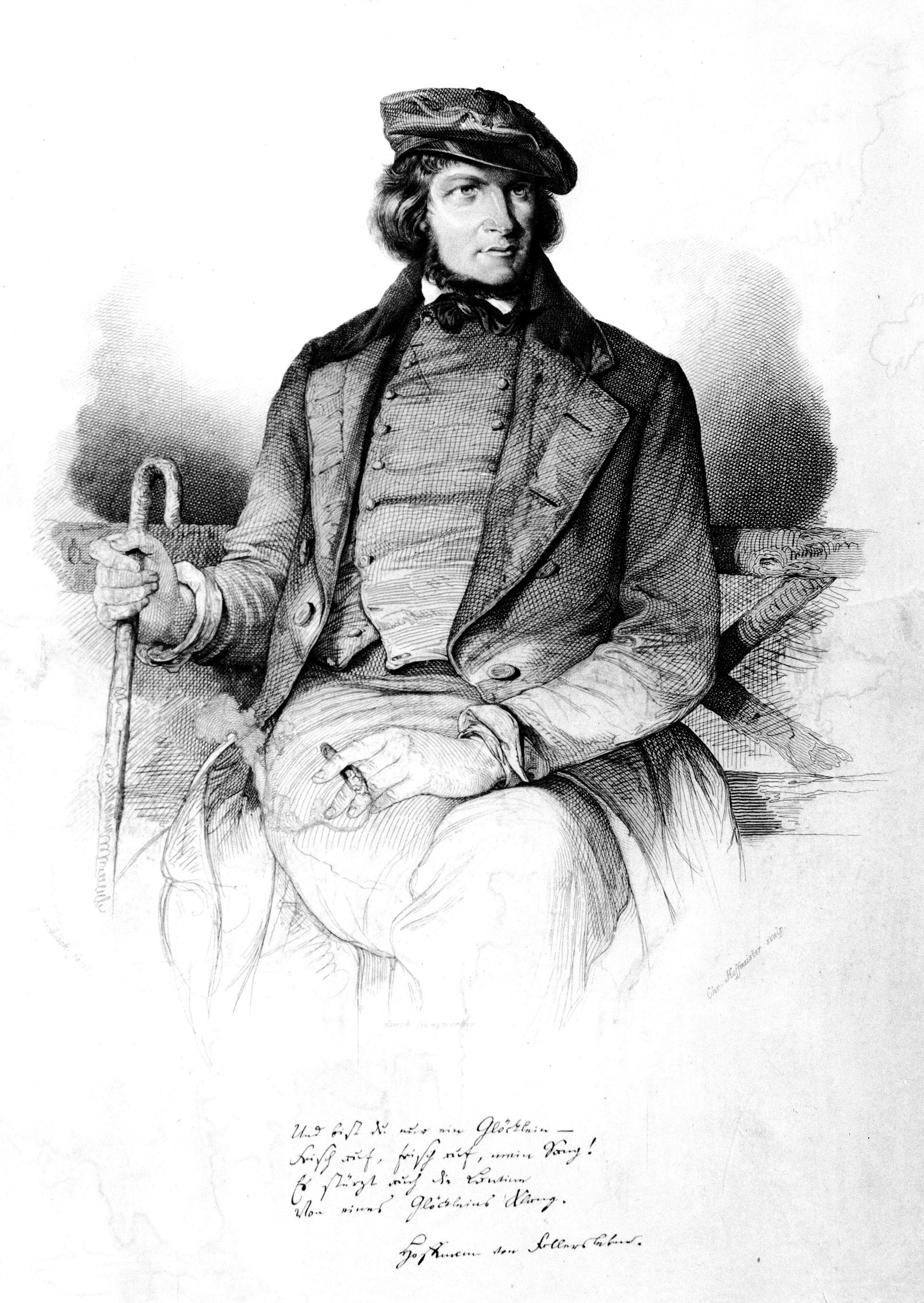
Heinrich Hoffmann von Fallersleben

So wandelte August Heinrich Hoffmann von Fallersleben die Volkshymne am 2. Juli 1841 in seinen „Unpolitischen Liedern“ unter dem Titel „Syrakusaise“ wie folgt ab:
| Gott erhalte den Tyrannen, Den Tyrannen Dionys! Wenn er uns des Heils auch wenig Und des Unheils viel erwies, Wünsch’ ich doch, er lebe lange, Flehe brünstig überdies: Gott erhalte den Tyrannen, Den Tyrannen Dionys! | Eine Alte sprach im Tempel Eines Tages dies Gebet. Der Tyrann kam just vorüber, Wüßte gerne, was sie tät: Sag mir doch, du liebe Alte, Sag, was war denn dein Gebet? Ach, ich habe nur gebetet, Nur für Eure Majestät. | Als ich war ein junges Mädchen, Fleht’ ich oftmals himmelan: Lieber Gott, gib einen Bessern! Und ein Schlecht’rer kam heran; Und so kam ein zweiter, dritter Immer schlechterer Tyrann; Darum fleh ich heute nur noch: Gott erhalt’ uns dich fortan! |

Hoffmann von Fallersleben verwendete das Versmaß der Volkshymne für weitere Lieder, die sich zwar textlich nicht an die Volkshymne anlehnen, zusammen mit der Haydn-Melodie allerdings die satirische Stoßrichtung erkennen lassen. So entstand das Lied „Kriech Du und der Teufel“:
Ja, verzeihlich ist der Großen

Übermut und Tyrannei,

denn zu groß und niederträchtig

ist des Deutschen Kriecherei.

Sieht ein Deutscher seines Fürsten

höchsterbärmlich schlechten Hund,

tut er gleich in schönen Worten

seine Viehbewundrung kund.
Es war im Jahr 1841 auch Hoffmann von Fallersleben, der diese Volkshymne in seinem Helgoländer Exil auf den Text „Deutschland, Deutschland über alles“ umschrieb. Schon wenige Tage danach druckte der Hamburger Verleger Julius Campe das Lied. Dass Hoffmann sich des Versmaßes der Volkshymne bediente, ist kein Zufall: Es handelt sich um einen großdeutschen Gegenentwurf zur Volkshymne, der sich darum auch gegen das übernationale Haus Habsburg richtet.
Deutschland, Deutschland über alles,

Über alles in der Welt,

Wenn es stets zu Schutz und Trutze

Brüderlich zusammenhält,

Von der Maas bis an die Memel,

Von der Etsch bis an den Belt –

Deutschland, Deutschland über alles,

Über alles in der Welt.
Als Parodie auf die Volkshymne entstand in den Wirren, die 1918 auf den Ersten Weltkrieg folgten, die folgende Fassung:
Gott erhalte, Gott beschütze

Unsern Renner, unsern Seitz,

Und erhalt – man kann nie wissen –

Auch den Kaiser in der Schweiz!

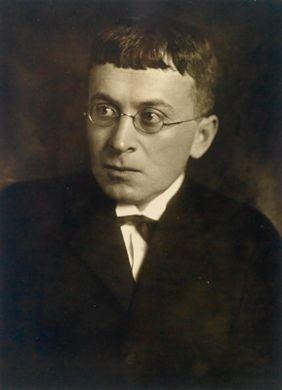
Karl Kraus

Karl Kraus schrieb im Jahr 1920 eine republikanische Parodie der Volkshymne, die er wie folgt einleitet: „Die Melodie [Haydns] war seit jeher, seit dem guten Kaiser Franz, schlecht aufgehoben. Die Vorstellung, dass die göttlichen Klänge sich eigens zur Ehre jenes Scheusals gefügt haben, das sich über die Martern seiner Patienten vom Spielberg stündlich berichten ließ, hat etwas Beklemmendes. Wenn möglich noch trostloser war die siebzigjährige Beleidigung ihrer Majestät durch den fromm und biedern Text Johann Gabriel Seidls, der ihn, wie staunende Literaturhistoriker erzählen, ‚binnen einer Woche‘ verfassen musste […].“
| Gott erhalte, Gott beschütze Vor dem Kaiser unser Land! Mächtig ohne seine Stütze sicher ohne seine Hand! Ungeschirmt von seiner Krone stehn wir gegen diesen Feind: Nimmer sei mit Habsburgs Throne Österreichs Geschick vereint. Fromm und bieder? Wahr und offen lasst für Recht und Pflicht uns stehn! Nimmermehr, so lasst uns hoffen, werden in den Kampf wir gehn! Eingeheizt die Lorbeerreiser, die das Heer so oft sich wand! Gut und Blut für keinen Kaiser! Friede für das Vaterland! | Was des Bürgers Fleiß geschaffen, schützet keines Kriegers Kraft! Nicht dem Geist verfluchter Waffen diene Kunst und Wissenschaft! Segen sei dem Land beschieden; Ruhm und Wahn, sie gelten gleich: Gottes Sonne strahl’ in Frieden auf ein glücklich Österreich! Lasst uns fest zusammenhalten, in der Eintracht liegt die Macht! Mit vereinter Kräfte Walten wird das Schwerste leicht vollbracht! Lasst uns, eins durch Brüderbande, gleichem Ziel entgegengehn: Ohne Kaiser glückts dem Lande – dann wird Österreich ewig stehn! | Uns gehört, was Gott verwaltet, uns im allerhöchsten Sinn, reich an Reiz, der nie veraltet – Reich der Huld, arm an Gewinn! Was an Glück zuhöchst gepriesen, gab Natur mit holder Hand. Heil den Wäldern, Heil den Wiesen, Segen diesem schönen Land! |

## Die Volkshymne: Tonarchiv
- Gott erhalte Franz den Kaiser (Textfassung des Anonymus, mp3; 3,5 MB)
- 1. Strophe der francisco-josephinischen Volkshymne, gefolgt von der „Volkshymne“ auf Otto von Habsburg (mp3; 715 kB)
- Carl Czerny: Variationen op. 73 über „Gott erhalte Franz den Kaiser“ (WAV)